# Midden-Shabelle
Midden-Shabelle (Somalisch: Shabeellaha Dhexe, Arabisch: شبيلي الوسطى, Šabailī al-Wusṭā, Engels: Middle Shebelle), is een regio (gobolka) in zuidelijk Somalië.
Als deel van de voormalige regio Banadir was de hoofdstad Mogadishu, tot midden jaren 80. Nu is dat Jowhar.
De districten zijn::
- Jowhar (hoofdstad)
- Balad
- Adale (Cadale)
- Adan Yabaal

Awdal · Bakool · Banadir · Bari · Bay · Galguduud · Gedo · Hiiraan · Midden-Juba · Midden-Shabelle · Mudug · Neder-Juba · Neder-Shabelle · Nugaal · Sanaag · Saaxil · Sool · Togdheer · Woqooyi-Galbeed
Galmudug · Jubaland · Puntland · Somaliland